# Il fiore del sonno profondo
Il fiore del sonno profondo (ふかい眠りの花?, Fukai nemuri no hana) è un manga scritto e disegnato da Yuana Kazumi, pubblicato in Giappone nel 2003 ed in Italia nel 2006.

## Trama
Il manga racconta la vita di una ragazza, Yuki, che possiede la capacità di prevedere il futuro quando sogna, e sfrutta questa capacità per aiutare gli altri, in seguito incontrerà altri due ragazzi Ryune e Ryunosuke anch'essi dotati di capacità speciali.
Yuka, la sorella gemella di Yuki, è da anni costretta a dormire in un sonno profondo dal quale non riesce a svegliarsi. I tre cercano quindi di risolvere il mistero legato al lungo sonno della sorella di Yuki, visto che pare non essere l'unica ad essere in quella condizione.

## Personaggi
- Yuki è la sorella gemella di Yuka ed è in grado di prevedere il futuro nei suoi sogni. È una ragazza allegra che, nonostante non riesca mai a cambiare il futuro e tutti i suoi compagni la considerino una strega per via delle sue previsioni, non demorde convinta che il suo potere non sia inutile. Quando Yuka si addormenta inizialmente tenta di risolvere tutto da sola, ma poi accetterà l'aiuto di Ryune e Ryunosuke.
- Yuka è la sorella gemella di Yuki e quando i fatti che questa prevede si avverano, lei li sogna di nuovo. Odia sua sorella perché tutti concentrano le loro attenzioni su di lei. Cade misteriosamente in un sonno profondo da cui nessuno riesce a svegliarla.
- Ryune è il fratello maggiore di Ryunosuke. Ha il potere di leggere nella mente delle persone e per questo è disprezzato nella sua famiglia. È, insieme al fratello, uno dei pretendenti di Yuki e per questo si trasferisce a casa della ragazza.
- Ryunosuke è il fratello minore di Ryune. Al contrario del fratello, lui è quasi venerato nella sua famiglia per via dei suoi poteri terapeutici, ma possiede anche un altro potere. È, insieme al fratello, uno dei pretendenti di Yuki e per questo si trasferisce a casa della ragazza.